# Batalla de Martorell (1114)
La batalla de Martorell de 1114 fue una batalla librada en el desfiladero de Martorell entre Ramón Berenguer III y los condados de Urgel y Cerdaña contra los almorávides.

## Antecedentes
Una vez liberados de la presencia de el Cid en Balansiya, los almorávides pudieron iniciar las campañas hacia los condados de Barcelona y Urgel y el reino de Aragón. En 1114, procedentes de Balansiya y comandados por Abu Abd Allah Muhammad Aysa con refuerzos de Muhammad ibn al-Haŷŷ, gobernador de Saraqusta, habían entrado por Lérida a través de Seo de Urgel y la Segarra hasta la llanura de Barcelona.
Mientras tanto, los almorávides de las Islas Baleares, que desembarcaron en la desembocadura del río Besós para atacar Barcelona, destruyeron San Adrián de Besós y San Andrés de Palomar.

## La batalla
Martorell fue evacuada mientras Ramón Berenguer III y los condados de Urgel y Cerdaña y la guarnición del castillo perdido por Udalard Ramón de Rosanes hacía frente a los almorávides, que fueron rechazados y perseguidos, siguiendo la costa hasta Salou.

## Consecuencias
Artículo principal: Expedición contra Lérida (1116)
Los catalanes iniciaron los ataques contra Balaguer y Lérida.

### Citas
1. ↑  «Muhammad ibn Aisa». Europa Romanica (en catalán). (enlace roto disponible en Internet Archive; véase el historial, la primera versión y la última).
2. ↑  Cuadernos de arqueología e historia de la ciudad. Museo de Historia de la Ciudad. 1964. p. 70.
3. ↑  Pagès i Paretas, Montserrat (1992). Art romànic i feudalisme al Baix Llobregat (en catalán). Publicacions de la Abadia de Monserrat. Consultado el 5 de marzo de 2014.
4. ↑  «Martorell». Enciclopèdia.cat (en catalán). Archivado desde el original el 23 de septiembre de 2010.
5. ↑  «La història: El predomini del comtat barceloní». Enciclopèdia.cat (en catalán).